# 코르도바도
코르도바도(스페인어: Provincia de Córdoba)는 스페인의 남부에 있는 도로서 안달루시아주의 북부 중앙 쪽의 자치도이다. 총 면적은 13,769km2이다.
2002년 기준 인구는 771,131명이며 전체 인구의 40%는 주도인 코르도바 시에 산다. 코르도바 시의 인구밀도는 56.00명/km2이다. 주 전체의 지자체 수는 75개이다.

## 같이 보기
- 메스키타